# Northlake (Teksas)
Northlake – miasto w Stanach Zjednoczonych, w stanie Teksas, w hrabstwie Denton.